# Cá hè mõm ngắn
Cá hè mõm ngắn (danh pháp: Lethrinus ornatus) là một loài cá biển thuộc chi Lethrinus trong họ Cá hè. Loài này được mô tả lần đầu tiên vào năm 1830.

## Từ nguyên
Tính từ định danh ornatus trong tiếng Latinh có nghĩa là "được trang hoàng", hàm ý đề cập đến các khoảng màu nổi bật trên cơ thể của loài cá này.

## Phân bố và môi trường sống
Cá hè mõm ngắn có phân bố tương đối rộng ở vùng Ấn Độ Dương - Thái Bình Dương, từ Maldives và Sri Lanka trải dài về phía đông đến đảo Kosrae và New Ireland, ngược lên phía bắc đến quần đảo Ryukyu (Nhật Bản), giới hạn phía nam đến bang Queensland (Úc). Cá hè mõm ngắn cũng xuất hiện tại vùng biển Việt Nam, bao gồm cả quần đảo Hoàng Sa và quần đảo Trường Sa.
Cá hè mõm ngắn sống ở vùng nước có nền đáy mềm (cát hoặc thảm cỏ biển), gần các rạn san hô ở độ sâu khoảng 5–30 m.

## Mô tả

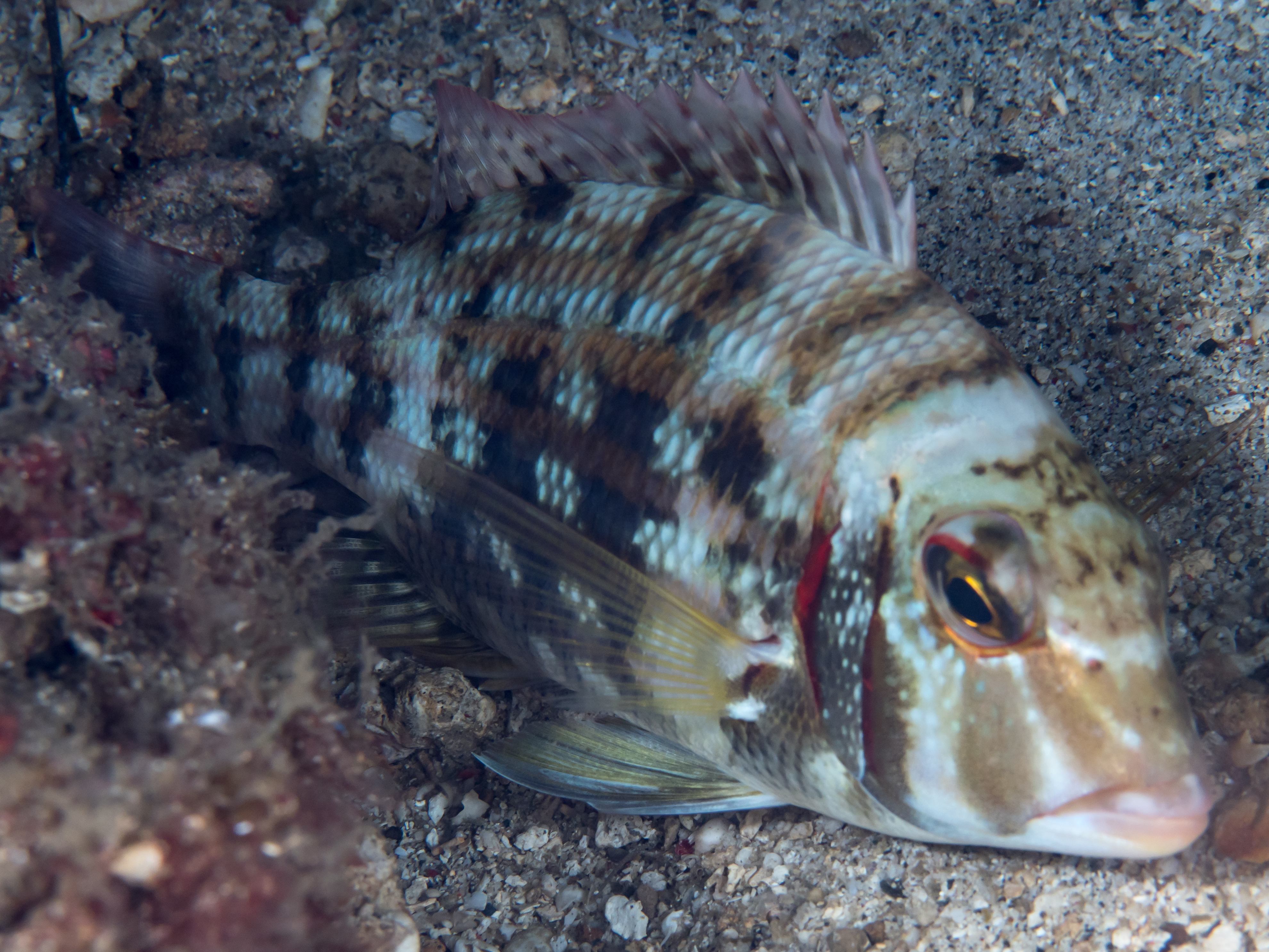
Cá hè mõm ngắn, kiểu hình khi nghỉ ngơi về đêm

Chiều dài cơ thể lớn nhất được ghi nhận ở cá hè mõm ngắn là 45 cm. Thân màu trắng đục, trắng hơn ở nửa dưới. Hai bên lườn có 4–6 sọc cam. Rìa sau của nắp mang màu đỏ tươi. Đầu hơi sẫm nâu, vài cá thể có một đốm đỏ ở rìa trước ổ mắt. Vây ngực phớt cam. Vây bụng, vây hậu môn và phần lớn vây lưng màu trắng; rìa vây lưng và vây đuôi đỏ nhạt.
Số gai ở vây lưng: 10 (gai thứ 4 và 5 dài nhất); Số tia vây ở vây lưng: 9; Số gai ở vây hậu môn: 3; Số tia vây ở vây hậu môn: 8 (tia thứ nhất thường dài nhất); Số tia vây ở vây ngực: 13; Số vảy đường bên: 46–47.

## Sinh thái
Thức ăn của cá hè mõm ngắn bao gồm động vật giáp xác, động vật thân mềm, động vật da gai, giun nhiều tơ và cá nhỏ.
Cá hè mõm ngắn có thể là một loài lưỡng tính tiền nữ (cá đực trưởng thành là từ cá cái chuyển đổi giới tính mà ra) và sinh sản từ tháng 5 đến tháng 11, được biết đến ở Nhật. Tại quần đảo Yaeyama, tuổi thọ cao nhất của loài này được ghi nhận là 12.

## Thương mại
Cá hè mõm ngắn không được đánh giá cao trong thương mại, chủ yếu được đánh bắt thủ công.